# Stamboom Sophia van Württemberg (1818-1877)
Dit is de stamboom van Sophia van Württemberg (1818-1877).
| Grootouders                                                                        | Frederik I van Württemberg (1754-1816) x 1780 Augusta van Brunswijk-Wolfenbüttel   | Frederik I van Württemberg (1754-1816) x 1780 Augusta van Brunswijk-Wolfenbüttel   | Frederik I van Württemberg (1754-1816) x 1780 Augusta van Brunswijk-Wolfenbüttel   | Paul I Romanov (1754-1801) x 1776 Sophia Dorothea van Württemberg (1759-1828) Maria Fjodorovna | Paul I Romanov (1754-1801) x 1776 Sophia Dorothea van Württemberg (1759-1828) Maria Fjodorovna | Paul I Romanov (1754-1801) x 1776 Sophia Dorothea van Württemberg (1759-1828) Maria Fjodorovna |
| Ouders                                                                             | Willem I van Württemberg (1781-1864) x 1816 Catharina Paulowna Romanov (1788-1819) | Willem I van Württemberg (1781-1864) x 1816 Catharina Paulowna Romanov (1788-1819) | Willem I van Württemberg (1781-1864) x 1816 Catharina Paulowna Romanov (1788-1819) | Willem I van Württemberg (1781-1864) x 1816 Catharina Paulowna Romanov (1788-1819)             | Willem I van Württemberg (1781-1864) x 1816 Catharina Paulowna Romanov (1788-1819)             | Willem I van Württemberg (1781-1864) x 1816 Catharina Paulowna Romanov (1788-1819)             |
| Sophia van Württemberg (1818-1877) x 1839 Willem III van Oranje-Nassau (1817-1890) |                                                                                    |                                                                                    |                                                                                    |                                                                                                |                                                                                                |                                                                                                |
| Kinderen                                                                           | Willem (1840-1879)                                                                 | Willem (1840-1879)                                                                 | Maurits (1843-1850)                                                                | Maurits (1843-1850)                                                                            | Alexander (1851-1884)                                                                          | Alexander (1851-1884)                                                                          |
| Kleinkinderen                                                                      | -                                                                                  | -                                                                                  | -                                                                                  | -                                                                                              | -                                                                                              | -                                                                                              |